# Angelo Meraviglia
Angelo Meraviglia (Verdello, 19 agosto 1935 – ...) è stato un calciatore italiano, di ruolo ala.

## Carriera
Ha esordito nel 1958 nel Simmenthal Monza in Serie B, poi è passato alla Pro Patria. Con i bustocchi ha disputato quattro campionati di Serie B con 60 presenze e 9 reti realizzate.